# تشارلز سيمبسون
تشارلز سيمبسون (27 مارس 1882 في أستراليا - 26 يونيو 1956) (بالإنجليزية: Charles Simpson)‏ هو لاعب كريكت أسترالي.

## وصلات خارجية
- تشارلز سيمبسون على موقع إي آس بي آن كريك إنفو (الإنجليزية)